# Gerhard Graf
Gerhard Graf (ur. 6 stycznia 1883 w Berlinie, zm. 1 października 1958 w Sztokholmie) – niemiecki malarz, przyrodnik i pedagog.

## Życiorys
Naukę rysunku rozpoczął w 1900 od malarstwa dekoracyjnego. Od 1904 przygotowywał się do zawodu nauczyciela historii sztuki w Królewskiej Szkole Sztuki, którą ukończył w 1907. Po zakończeniu I wojny światowej podróżował po Europie, od 1923 ponownie pracował jako nauczyciel. W 1926 zakupił plac w Werder nad Großer Plessower See i wybudował tam dom, rok później rozpoczął pracę w Grunewald-Gymnasium w Berlinie. W tym samym roku wyruszył z uczniami statkiem Norddeutscher Lloyd w rejs do Stanów Zjednoczonych. W 1932 przebudował swój dom oraz dobudował do niego pracownię malarską, w 1938 przeszedł na emeryturę. Przyjaźnił się z Georgiem Groszem, Walterem Trierem, Rudolfem Jacobim z żoną Annot, Harrym Breuerem, Carlem Nappem i Brunem Fritzem.
W 1945 został członkiem Niemieckiego Związku Artystów, w 1948 przeniósł się z Werder do Berlina Zachodniego. Jego dwie córki wyemigrowały na stałe do Szwecji, odwiedził je w 1958 i zmarł podczas pobytu. Jego ciało sprowadzono do Niemiec i pochowano na cmentarzu w Wilmersdorfie.

## Twórczość
Tworzył widoki i weduty miast Europy i Ameryki Północnej, jeśli na obrazie umieszczał postacie to stanowiły raczej dodatek, uzupełnienie przedstawianych obiektów. Posługiwał się techniką olejną i gwaszem. Wiele obrazów przedstawia krajobraz okolic Werder, gdzie mieszkał od 1926 do 1948.